# Campeonato Mundial de Hóquei no Gelo de 1965
O Campeonato Mundial de Hóquei no Gelo de 1965 foi a 32ª edição do torneio, disputada entre os dias 3 e 15 de março de 1965 em Tampere, Finlândia. Oito times participaram, enfrentando cada adversário uma vez. Os soviéticos foram campeões mundiais, vencendo todos os seus jogos.
O evento foi o primeiro Campeonato Mundial de Hóquei no Gelo organizado pela Finlândia e foi organizado por Harry Lindblad, presidente da Associação Finlandesa de Hóquei no Gelo.

## Campeonato Mundial (Finlândia)

### Fase Final
| Posição | Time              | Partidas | Vitórias | Empates | Derrotas | Gols    | Pontos |
| ------- | ----------------- | -------- | -------- | ------- | -------- | ------- | ------ |
| 1       | União Soviética   | 7        | 7        | 0       | 0        | 51 - 13 | 14     |
| 2       | Tchecoslováquia   | 7        | 6        | 0       | 1        | 43 - 10 | 12     |
| 3       | Suécia            | 7        | 4        | 1       | 2        | 33 - 17 | 9      |
| 4       | Canadá            | 7        | 4        | 0       | 3        | 28 - 21 | 8      |
| 5       | Alemanha Oriental | 7        | 3        | 0       | 4        | 18 - 33 | 6      |
| 6       | Estados Unidos    | 7        | 2        | 0       | 5        | 22 - 44 | 4      |
| 7       | Finlândia         | 7        | 1        | 1       | 5        | 14 - 27 | 3      |
| 8       | Noruega           | 7        | 0        | 0       | 7        | 12 - 56 | 0      |